# Phoenicoparrus
Phoenicoparrus és un gènere d'ocells de la família dels fenicoptèrids (Phoenicopteridae). Aquests flamencs viuen en zones humides dels Andes.
El Phoenicoparrus s'identifica de la resta del seu grup evolutiu perquè forma part del grup de aigües profundes, així com que tant els andins com el Flamenc de James no tenen un dit posterior.

## Alimentació
Els individus d'aquest gènere mengen diatomees i vegetació com les algues a causa de la quilla profunda dels seus becs aptes per a la filtració. Ambdues espècies alimenten els seus pollets a través de secrecions Haloclines dels cultius que contenen una quantitat més gran de lípids que de proteïnes i una certa quantitat d'hidrats de carboni. Tot i que ambdues espècies no obtenen sacarosa a la seva dieta dels seus pares quan són més joves, la manca d'aquest compost al cos de vegades pot ser fatal.

## Taxonomia
Segons la classificació del Congrés Ornitològic Internacional (versió 2.6, 2010) aquest gènere està format per dues espècies, si bé altres autoritats les situen dins el gènere Phoenicopterus:
- Phoenicoparrus jamesi - Flamenc de James.
- Phoenicoparrus andinus - Flamenc dels Andes.